# Marta Sahagún
Pour les articles homonymes, voir Sahagún.
Marta Sahagún, née Marta María Sahagún Jiménez le 10 avril 1953 à Zamora (Mexique), est l'épouse de l'ancien président mexicain Vicente Fox et de ce fait Première dame du Mexique entre 2001 et 2006. Contrairement aux anciennes Premières dames, elle s'investit particulièrement dans son rôle durant le mandat de son mari, suscitant des controverses au sujet du financement de sa fondation Vamos México et des liens présumés de ses fils avec les cartels de la drogue,.

## Biographie

### Origines, premier mariage et carrière professionnelle
Deuxième enfant d'une fratrie de six, elle est la fille du docteur Alberto Sahagún de la Parra, fondateur de l'hôpital San José de Zamora et d'une école de soins infirmiers, et d'Ana Teresa Jiménez Vargas. Pendant quelques années, elle est professeuse d'anglais à l'université Lasallista Benavente. 
Elle se marie une première fois avec le vétérinaire Manuel Bribiesca Godoy, avec lequel elle dirige une entreprise de vente en gros de fournitures vétérinaires à Celaya. Ils ont trois enfants : Manuel, Jorge Alberto et Fernando. Ils se séparent en 1998 et divorcent en 2000.

### Carrière politique et Première dame du Mexique

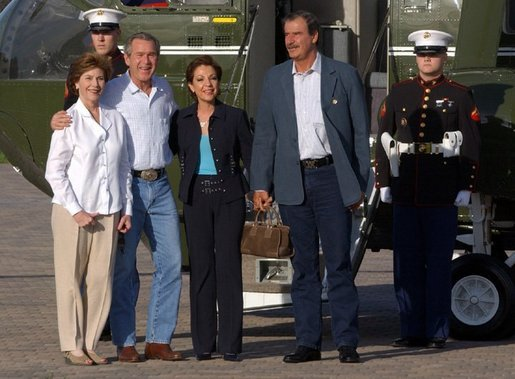
Le couple président américain, Laura et George W. Bush avec le couple présidentiel mexicain, en 2004.

À partir de 1988, elle s'investit politiquement dans le Parti action nationale. Elle se présente en vain au poste de maire de Celaya puis rencontre l'homme politique Vicente Fox, alors gouverneur de Guanajuato, qui la nomme porte-parole de l'État. Durant la campagne présidentielle de ce dernier et la première année de son mandat, elle est son attachée de presse. Ils se marient en 2001.
En septembre 2001, elle crée la fondation Vamos México, qui alloue des fonds pour aider les Mexicains défavorisées et des organisations comme la Légion du Christ. L'inauguration a lieu au château de Chapultepec, lors de laquelle le chanteur Elton John donne un concert, ce qui suscite des critiques concernant l'utilisation d'un monument national à des fins privées. La fondation fait par ailleurs l'objet d'un examen minutieux aux niveaux national et international après qu'une enquête menée par le Financial Times ait révélé que moins de la moitié des dons faits à la fondation étaient réellement destinés à des actions caritatives. Le journal critique aussi le manque de transparence de la fondation dans la gestion de ses ressources et la source de ses dons, ainsi que ses frais généraux élevés, malgré l'aide du personnel présidentiel, qui lui mettait à disposition des ressources et des bureaux. Le vérificateur fédéral mexicain ouvre alors une instruction afin de déterminer si la loterie nationale et le bureau présidentiel avaient indûment donné des fonds publics à la fondation. Laura Valdés, directrice de la loterie à l'époque, est par ailleurs la sœur d'un membre du conseil d'administration de Vamos México.
En dépit de sa popularité auprès de la population, plusieurs médias et parlementaires ont reproché à Marta Sahagún d'avoir utilisé sa position de Première dame pour préparer une potentielle campagne présidentielle,. Elle est également critiquée pour ses dépenses et son équipe de 38 personnes, onze de ces postes coûtant un total de 782 000 dollars par an.
Après avoir reconnu son intérêt pour le poste de président du Mexique, elle annonce en 2004 qu'elle ne sera pas candidate et qu'elle se retirera avec son mari dans leur ranch à la fin de son mandat. Elle ajoute cependant que « le Mexique est prêt à être gouverné par une femme ».

## Controverses

### Conflit avec Proceso et Olga Wornat
En 2003, la journaliste argentine Olga Wornat publie La Jefa: Vida pública y privada de Marta Sahagún de Fox  (La cheffe : la vie publique et privée de Marta Sahagun de Fox), un livre sur la Première dame et ses fils. L'homme politique Ricardo Sheffield Padilla (es) demande alors au gouvernement fédéral de mener une enquête sur les allégations de corruption soulevées par Olga Wornat. En 2005, cette dernière publie un deuxième livre sur le même sujet, Crónicas Malditas (Chroniques maudites), où elle examine les sources de leur immense fortune. La même année, le magazine mexicain Proceso publie un article sur la fin du premier mariage de Marta Sahagún (révélant des plaintes pour violences domestiques dirigées contre son ex-mari) et sur les activités suspectes de ses fils.
Le 3 mai 2005, Marta Sahagún engage une action civile devant le Tribunal supérieur de justice du district fédéral contre Olga Wornat et Proceso pour « préjudice moral » et atteinte à la vie privée. Son fils Manuel Bibriesca Sahagún dépose une plainte distincte contre la journaliste, menacée de mort depuis la publication de ses livres et placée en résidence surveillée par un juge fédéral.
Le 27 novembre 2005, Proceso publie un nouvel article intitulé Amistades Peligrosas (Des amitiés dangereuses), dans lequel Raquenel Villanueva, avocate de toxicomanes, affirme avoir rencontré le fils de la Première dame, Fernando Bribiesca Sahagún, avec son client Jaime Valdez Martínez en 2003. Ce dernier est considéré par le procureur général de la République comme un adjoint du baron de la drogue Joaquín Guzmán.

### Les fils de la Première dame
Avec ses fils, Marta Sahagún a été à plusieurs reprises accusée d'avoir usé de son influence pour promouvoir les intérêts commerciaux de sa famille. En partie à la suite des révélations de la journaliste Olga Wornat, la Chambre des députés mexicaine ouvre une enquête sur les activités de ses enfants. Mi-2006, une commission parlementaire présidée par le député Jesús González Schmal (en) affirme avoir trouvé des éléments permettant de prouver de multiples transactions douteuses dans leurs affaires et décide de porter plainte auprès du Procureur général. En réaction, la Première dame tient une conférence de presse à la résidence présidentielle de Los Pinos pour critiquer durement la commission et son président, affirmant qu'il s'agissait de mensonges et d'un coup de publicité dirigé contre elle.
La journaliste mexicaine Anabel Hernandez, dans ses livres Fin de fiesta en Los Pinos (Fin de fiesta à Los Pinos) en 2006 et Narcoland en 2012, contribue à accroître les critiques à l'égard de Marta Sahagún et de ses fils, en enquêtant sur leur trafic d'influence présumé et leurs liens avec les cartels de la drogue.
Manuel et Jorge Bribiesca Sahagún auraient joué un rôle clé dans la conclusion de contrats d'une valeur de plusieurs millions de dollars avec Pemex, une entreprise publique, au nom d'Oceanografia, une société de services pétroliers accusée d'avoir fraudé au moins 400 millions de dollars à Citigroup et Banamex.
En 2012, le FBI (États-Unis) lance un mandat d'arrêt contre Manuel Bribiesca pour fraude dans l'affaire Oceanografia.